# فاير برو ريسلينغ ورلد
فاير برو ريسلنغ ورلد (باليابانية: ファイヤープロレスリング ワールド) وتُنطق باليابانية: فايا بلو ليسرينغو والدو  التي تعني بالعربية نار عالم مصارعة محترفين هي لعبة فيديو مصارعة محترفة يتم نشرها و تطويرها من قبل شركو سبايك شونسوفت. أصدرت النسخة التجريبية ذات الوصول السريع في 11 يوليو 2017 وأصدرت للكمبيوتر الشخصي في 18 ديسمبر 2017 وللبلاي ستيشن 4 في 28 أغسطس 2018 في الولايات المتحدة. اللعبة جزء من سلسلة فاير برو ريسلينغ .

## استقبال
| Reception |              |
| --- | ------------ |
| مجموع النقاط المجموع نقاط ميتاكريتيك 79/100 (PS4) [ 3 ] نتائج المراجعة نشرة نقاط دستركتويد 7/10 (PS4) [ 4 ] إلكترونك غيمينغ مونثلي (PS4) [ 5 ] يورو غيمر 7/10 (PS4) [ 6 ] |              |
| مجموع النقاط |              |
| المجموع | نقاط         |
| ميتاكريتيك | 79/100 (PS4) |
| نتائج المراجعة |              |
| نشرة | نقاط         |
| دستركتويد | 7/10 (PS4)   |
| إلكترونك غيمينغ مونثلي | (PS4)        |
| يورو غيمر | 7/10 (PS4)   |

تلقى إصدار بلايستيشن 4 من لعبة فاير برو ريسلينغ ورلد «تقييمات إيجابية بشكل عام» وفقًا لموقع مجمع المراجعة ميتاكريتيك. 
وصف سام بروك من بوش سكوير اللعبة بأنها عودة ممتعة لتشكيل السلسلة، لكنه انتقدها لعدم كونها متاحة لجميع اللاعبين. 

## روابط خارجية
- الموقع الرسمي